# De Marcq de Tiège

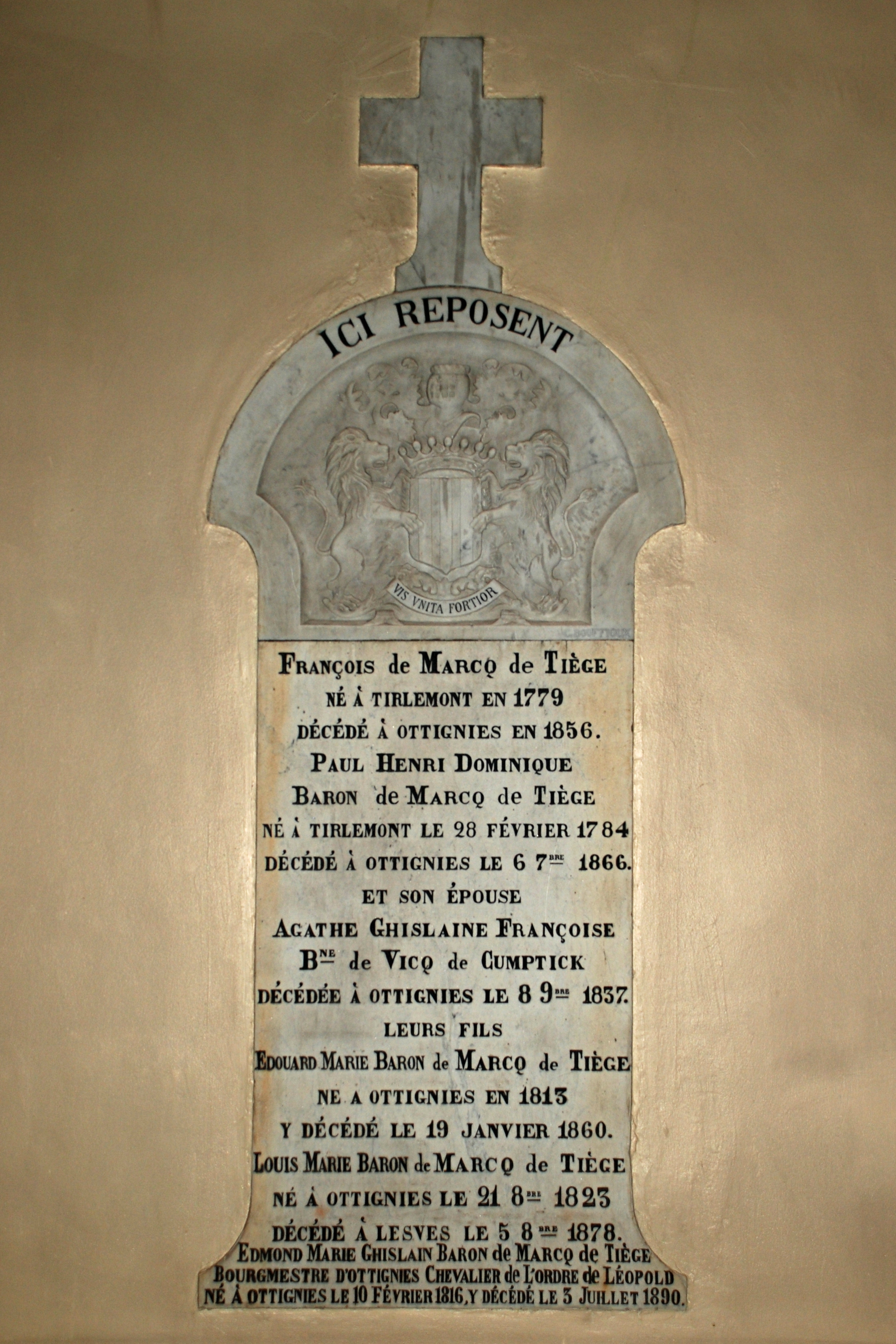
Grafmonument ter nagedachtenis van leden van de familie de Marcq de Tiège in de Sint-Remigiuskerk in Ottignies

De Marcq de Tiège was een Zuid-Nederlandse en Belgische adellijke familie.

## Geschiedenis
In 1779 verleende keizerin keizerin Maria-Theresia de titel baron aan François de Marcq (1750-1800), heer van Tiège.
In 1853 werd zijn neef Paul de Marcq de Tiège (1784-1866) erkend in de erfelijke adel met de titel baron, overdraagbaar bij eerstgeboorte. In 1871 verkreeg zijn zoon Louis de Marcq de Tiège (1823-1878) de titel baron, overdraagbaar op al zijn afstammelingen.

## Genealogie
- Antoine Marcq de Tiège (°1618), heer van Tiège, schepen van La Roche en griffier en controleur van de koninklijke domeinen in de Ardennen, x Jeanne de Pinchart
  - Louis-François-Bernard Marcq de Tiège, heer van Tiège, x Marie-Josèphe Simon (°1655), dochter van Ignace Simon de Ville, raadsheer in de Raad van State en de Geheime Raad, xx Anne-Marie-Gertrude de Sebille dite de Buisseret
    - Théodore-Bernard de Marcq de Tiège (1713-1774), heer van Tiège, licentiaat in de rechten, x Marie-Claire-Philippine de Coninck (†1776)
      - Philibert-Eustache-Théodore de Marcq de Tiège (1743-1793), x Anne Immens
        - Paul de Marcq de Tiège (zie hierna)

      - Marie-Benoîte de Marcq de Tiège (1745-1793), x Antoine de Wollust, grenadiermajoor
      - Cathérine-Henriette de Marcq de Tiège (°1748), x ridder Gilles-Henri-Joseph van Trier (1755-1833), heer van Meulenberg, schepen van Antwerpen, schout van Lier, lid van het Corps législatif en lid en gedeputeerde van de Provinciale Staten van Antwerpen
      - François-Léonard-Bernard de Tiège (1750-1800), x Henriette-Joséphine-Ghislaine de Vicq (†1813)

## Paul de Marcq de Tiège
Paul Henri Dominique de Marcq de Tiège (Tienen, 28 februari 1784 - Ottignies, 6 september 1866), burgemeester van Ottignies, werd in 1853 erkend in de erfelijke adel met de titel baron, overdraagbaar bij eerstgeboorte, trouwde in 1811 in Brussel met Ange de Vicq de Cumptich (1783-1837), weduwe van burggraaf Guillaume-François Bertout dit Carillo (1738-1820), heer van Ottignies. Ze kregen drie zoons.
- Édouard de Marcq de Tiège (1812-1860), bleef vrijgezel.
- Louis de Marcq de Tiège (1823-1878), verkreeg in 1871 de titel baron, overdraagbaar op al zijn afstammelingen, trouwde in 1849 in Brussel met Céline Le Gros d'Incourt (1820-1905). Ze kregen een zoon en een dochter.
  - Albert de Marcq de Tiège (1850-1915), trouwde in 1884 in Sint-Truiden met Alice Mellaerts (1864-1941). Ze kregen een zoon en twee dochters.
    - Louis de Marcq de Tiège (1887-1972), trouwde in 1920 in Elsene met Gabrielle Snyers d'Attenhoven (1887-1987), dochter van Albert Snyers d'Attenhoven, industrieel en burgemeester van Flône. Ze kregen twee dochters. Met zijn dood doofde de familie de Marcq de Tiège in de mannelijke lijn uit.

## Adellijke allianties
- De Thomaz de Bossierre (1874), De la Kethulle de Ryhove (1906), De Robiano (1912)